# Sputnik Nižnij Tagil
Sputnik Nižnij Tagil je hokejový tým v Nižním Tagilu v Rusku. Tým hraje v druhé nejvyšší euroasijské lize (Všeruská hokejová liga). Klub má v barvách modrou, bílou a červenou a hraje v VK z Sotnikova Vmest aréně.

## Historie
Klub byl založen jako Troud Nižnij Tagil v roce 1934, své jméno změnil šestkrát : 
- 1948: Džeržinec Nižnij Tagil
- 1959: Avangard Nižnij Tagil
- 1960: Uralvagonmach Nižnij Tagil
- 1961: Avangard Nižnij Tagil
- 1962: Uralvagonmach Nižnij Tagil
- 1963: Sputnik Nižnij Tagil